# Worms: Ultimate Mayhem
Worms: Ultimate Mayhem er et computerspil udviklet og udgivet af Team 17. Spillet er en samling af indhold fra Worms 3D og Worms 4: Mayhem. I modsætning til de to spil, hvilket blev anmeldt til et T af ESRB, er spillet bedømt til E10+. Det er det første Worms spil i 3D der er et E10+ spil. Ultimate Mayhem har nye baner, lyde og andre nye gameplay elementer, som f.eks. bedre kamera-kontrol. 